# Campo de Cartagena
Il Campo de Cartagena è una delle 12 comarche della Regione di Murcia. Conta 226.350 abitanti (2009) ed ha come capoluogo la città di Cartagena.

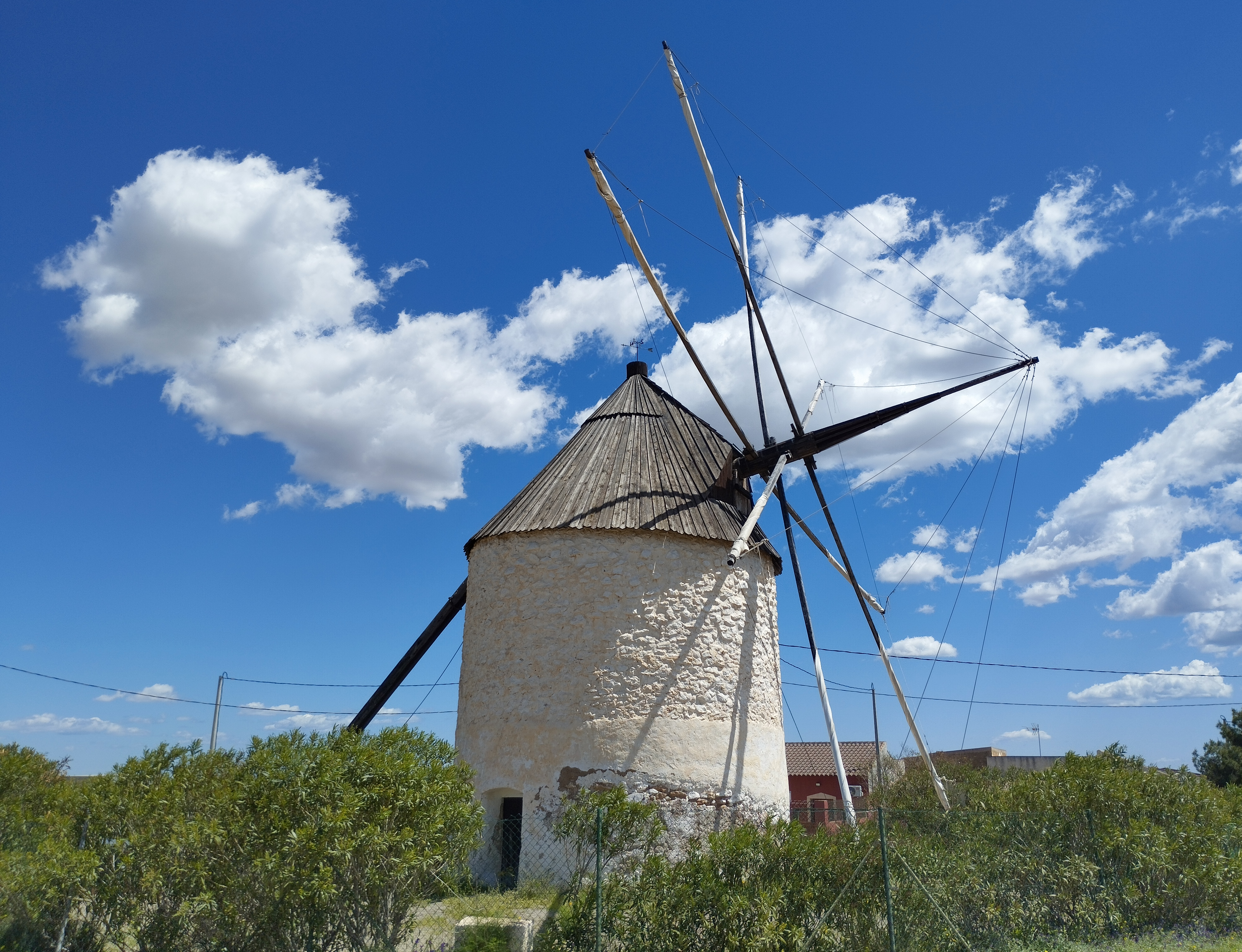
Mulino a vento nei pressi di Cartagena.

Non essendo le comarche della regione mai state definite ufficialmente, non c'è unanime consenso nell'identificazione esatta dei confini del Campo di Cartagena. Alcuni considerano parte integrante di questa comarca anche il Mar Menor (con i comuni di Torre-Pacheco, San Javier, San Pedro del Pinatar e Los Alcazares), il comune di Mazarrón (situato nella comarca del Bajo Guadalentín) ed alcune località del comune di Murcia (Sucina, Corvera e Valladolises y Lo Jurado). Seguendo questa argomentazione, la comarca arriverebbe a circa 400.000 abitanti.
Il Campo de Cartagena è costituito da una pianura con direzione NO-SE limitata a nord e nord-est da rilievi appartenenti alla Cordigliera Betica ed al sud e sud-est da rilievi costieri.

## Clima
Il clima è di tipo steppico, con precipitazioni medie annuali comprese tra i 183 ed i 270 mm, rendendo questa comarca una delle meno piovose di tutta la Spagna.

## Economia
Alle tradizionali attività agricole (coltivazione di cereali, ulivi, mandorle e carrubbi) e della pesca, dagli anni ottanta del XX secolo si è assistito ad un notevole cambiamento dell'economia locale. Il passaggio dall'aridocoltura ad un'irrigazione localizzata, il clima soleggiato e le trasformazioni produttive, tecnologiche ed impresariali, hanno convertito l'agricoltura della comarca in una delle più produttive e redditizie di tutto il Paese. L'industria, inizialmente localizzata intorno alla città di Cartagena ed incentrata principalmente sulle attività estrattive, ha visto un notevole impulso soprattutto dalla fine degli anni ottanta con nuovi insediamenti industriali sia nel capoluogo che a Fuente Álamo. Cartagena è sede dell'Arsenale militare, di cantieri navali (costruzione e riparazione), di industrie chimiche e di una raffineria Repsol. Il porto di Cartagena, infine, è il 4° porto di Spagna per traffico di merci.

## Comunicazioni
La comarca è attraversata dall'autostrada AP-7 Barcellona-Algeciras e dalla superstrada A-30 Albacete-Murcia-Cartagena. La stazione ferroviaria di Cartagena è servita da treni giornalieri per Madrid, Barcellona, Valencia e Murcia.

## Comuni
|                        | \| Comune \| Abitanti \| \| ---------------------- \| -------- \| \| Cartagena \| 199.571 \| \| Fuente Álamo de Murcia \| 11.273 \| \| La Unión \| 14.965 \| |
| Comune                 | Abitanti |
| Cartagena              | 199.571 |
| Fuente Álamo de Murcia | 11.273 |
| La Unión               | 14.965 |